# Paul Thorez
Pour les articles homonymes, voir Thorez.
Paul Thorez, né le 14 août 1940 à Moscou et mort le 26 juin 1994 à Castanet,,, est un journaliste français.

## Biographie
Paul Thorez est en particulier connu pour avoir écrit deux récits autobiographiques sur sa jeunesse, dans lesquels ses parents Maurice Thorez et Jeannette Vermeersch tiennent une grande place, même si ces écrits ne furent jamais acceptés par sa mère.
Il quitte le PCF en 1968 à la suite du Printemps de Prague, tout en restant proche des idées de son père.
Il meurt à 53 ans des suites d'un cancer.
Selon le dramaturge Jean-Marie Besset, auteur de la pièce Jean Moulin. Évangile, « ses parents mettent leur fils à la porte et le couvrent d’insultes en apprenant son homosexualité ».

## Œuvres
- Les Enfants modèles, éd. Lieu commun, 1983
- Une voix, presque mienne, éd. Lieu commun, Paris, 1985  (ISBN 2-86705-040-5)